# Madame Tousez
Charlotte-Zoé Régnier de La Brière dite Madame Tousez, née le 15 mars 1788 à Paris, paroisse Saint-Sulpice, et morte le 25 août 1864 en son domicile dans le 10e arrondissement de Paris, est une actrice française, sociétaire de la Comédie-Française.

## Biographie
Charlotte-Zoé Régnier de La Brière naît le 15 mars 1788 à Paris. Son père, François-Joseph Régnier de La Brière, est restaurateur de tableaux et auteur occasionnel de pièces de théâtre.
Jeune fille, elle suit pendant deux ans une formation dramatique au théâtre des Jeunes Élèves de la rue de Thionville, où elle a comme professeurs Monvel et Molé. Le 7 novembre 1805, elle effectue ses premiers pas de comédienne sur la scène de la Porte-Saint-Martin, alors installé dans le bâtiment de l'ancien Opéra, en incarnant le personnage de Silvia dans Le Jeu de l'amour et du hasard de Marivaux et y demeure jusqu'à la fermeture du théâtre en 1807. L'année suivante, Charlotte Régnier est engagée au théâtre Louvois où elle débute dans Le Mari intrigué de Désaugiers et Marton et Frontin de Dubois. Elle y demeure quatre années, pendant lesquelles elle se spécialise dans les rôles mutins de soubrette.
Ne souhaitant plus se cantonner aux personnages de servantes espiègles, elle parvient à obtenir son ordre de début à la Comédie-Française en mars 1812 avant de jouer son premier rôle tragique sur la scène du Théâtre-Français en septembre 1812, celui d'Hermione dans Andromaque.
Madame Tousez est nommé 234e sociétaire de la Comédie-Française en 1819.

### Vie privée
À dix-neuf ans, elle donne naissance à son fils, le futur comédien François-Joseph Régnier, le 1er avril 1807, avant d'épouser le dramaturge Léonard Tousez et d'adopter pour nom de scène son nom d'épouse.

## Carrière à la Comédie-Française
Entrée en 1812
Nommée 234e sociétaire en 1819
Départ en 1842
(source : Base documentaire La Grange sur le site de la Comédie-Française)
- 1812 : Andromaque de Jean Racine : Hermione
- 1812 : Iphigénie de Jean Racine : Iphigénie, Eriphile
- 1813 : Eugénie de Beaumarchais : Mme Murer
- 1813 : Athalie de Jean Racine : Zacharie puis Salomith
- 1813 : Le Misanthrope de Molière : Arsinoé
- 1813 : Nicomède de Pierre Corneille : Arsinoé
- 1813 : Tom Jones à Londres de Desforges : Lady Bellaston
- 1814 : Fouquet de J. R. de Gain-Montagnac
- 1814 : Ulysse de Pierre-Antoine Lebrun : Euriclée
- 1814 : Bajazet de Jean Racine : Zaïre
- 1814 : Britannicus de Jean Racine : Albine
- 1814 : Andromaque de Jean Racine : Cléone
- 1814 : Phèdre de Jean Racine : Oenone
- 1814 : Iphigénie de Jean Racine : Egine, puis Doris
- 1815 : Phèdre de Jean Racine : Ismène puis Panope
- 1815 : Esther de Jean Racine : Elise
- 1815 : Jeanne Gray de Charles Brifaut : la comtesse Dorset
- 1816 : Andromaque de Jean Racine : Céphise
- 1816 : Le Mariage de Figaro de Beaumarchais : Marceline
- 1816 : George Dandin de Molière : Mme de Sotenville
- 1816 : L'Anniversaire ou Une journée de Philippe-Auguste de Rancé et Théaulon de Rambert : la comtesse
- 1816 : Nicomède de Pierre Corneille : Cléone
- 1816 : Athalie de Jean Racine : Agar
- 1816 : L'Artisan politique de Théodore-Henri Barrau : Madeleine
- 1817 : Mithridate de Jean Racine : Phoedime
- 1817 : Les Plaideurs de Jean Racine : la comtesse
- 1818 : La Fille d'honneur d'Alexandre Duval : la présidente
- 1819 : Hécube et Polyxène de Pierre-François-Xavier Bourguignon d'Herbigny : Phénice
- 1819 : Tartuffe de Molière : Mme Pernelle
- 1819 : Les Femmes politiques d'Étienne Gosse : Mme Bénard
- 1819 :  L'Irrésolu d'Onésime Leroy : Mme Orsante
- 1820 : Marie Stuart d'après Friedrich von Schiller : Anna
- 1821 : Le Retour ou l'Oncle et le neveu de Rancé : Mme Dorbelle
- 1821 : Les Plaideurs sans procès de Charles-Guillaume Étienne : Mme Renard
- 1823 : Fielding d'Édouard Mennechet : Mme Scott
- 1823 : L'Éducation ou les Deux cousines de Casimir Bonjour : Mme Dupré
- 1823 : Pierre de Portugal de Lucien Arnault : Constance
- 1823 : L'École des vieillards de Casimir Delavigne : Mme Saint-Clair
- 1823 : La Route de Bordeaux de Marc-Antoine Désaugiers, Michel-Joseph Gentil de Chavagnac et Gersain : Ursule
- 1824 : La Tapisserie d'Alexandre Duval : Mlle de Grandpré
- 1824 : Bothwell d'Adolphe Simonis Empis : Anna
- 1824 : Eudore et Cymodocée de Gary : Euryméduse
- 1824 : Marie ou la Pauvre fille de Sophie Gay : Hélène
- 1825 : Le Cid d'Andalousie de Pierre-Antoine Lebrun : Inès
- 1825 : Le Château et la ferme d'Emmanuel Théaulon, Nicolas Gersin et Paul Duport : Mme Thomas
- 1825 : Le Roman d'Alexandre-Joseph-Jean de la Ville de Mirmont : Mme Dorfeuil
- 1825 : Léonidas de Michel Pichat : une Théore
- 1826 : Une aventure de Charles V de Jean-Baptiste-Pierre Lafitte : Opportune
- 1827 : Julien dans les Gaules d'Étienne de Jouy : Phoenir
- 1827 : Le Premier venu ou Six lieues de chemin de Jean-Baptiste Vial : Mme Rosemont
- 1827 : Athalie de Jean Racine : Josabet
- 1828 : Les Intrigues de cour d'Étienne de Jouy : la marquise Oropéra
- 1829 : Les Femmes savantes de Molière : Philaminte[4]
- 1829 : Othello ou le Maure de Venise d'Alfred de Vigny d'après William Shakespeare : Emilia
- 1829 : La Petite ville de Louis-Benoît Picard : Nina Vernon
- 1830 : Hernani de Victor Hugo : Doña Josefa
- 1831 : Dominique ou le Possédé de Jean-Baptiste-Rose-Bonaventure Violet d'Épagny et Jean-Henri Dupin : Geneviève
- 1831 : Les Deux Philibert de Louis-Benoît Picard : Mme Dervigny
- 1831 : La Reine d'Espagne de Henri de Latouche : la marquise de Sandoval, camerera mayor
- 1832 : L'Alcade de Molorido de Louis-Benoît Picard : Thérésina
- 1832 : Le Voyage interrompu de Louis-Benoît Picard : Mme Dercour
- 1832 : Le roi s'amuse de Victor Hugo : Dame Béralde
- 1833 : L'Acte de naissance de Louis-Benoît Picard : Rosençon
- 1833 : Les Enfants d'Édouard de Casimir Delavigne : Lucy
- 1834 : Une aventure sous Charles IX de Frédéric Soulié et Edmond Badon : Mme de Chateauneuf
- 1834 : La Mère et la fille d'Adolphe Simonis Empis et Édouard-Joseph-Ennemond Mazères
- 1834 : Mademoiselle de Montmorency de Joseph-Bernard Rosier : Diane d'Angoulême
- 1834 : Un dévouement de Hippolyte-Nicolas-Just Auger : Mme Sainte-Marie
- 1835 : Le Voyage à Dieppe d'Alexis-Jacques-Marie Vafflard et Fulgence de Bury : Mme D'Herbelin
- 1835 : Angelo, tyran de Padoue de Victor Hugo : Reginetta
- 1836 : La Comtesse d'Escarbagnas de Molière : la comtesse d'Escarbagnas
- 1836 : Un procès criminel de Joseph-Bernard Rosier : la baronne
- 1836 : La Première affaire de Pierre-François Camus de Merville : Mme Dobreville
- 1836 : Le Maréchal de l'Empire de Pierre-François Camus de Merville : Mme de Moncarvel
- 1837 : La Vieillesse d'un grand roi de Joseph-Philippe-Simon Lockroy et Auguste Arnould : Mme de Dangeau
- 1838 : L'Attente de Marie Senan : Mme de Linar
- 1840 : Henri III et sa cour d'Alexandre Dumas : Mme de Cossé
- 1841 : La Prétendante de Prosper Dinaux et Eugène Sue : Flemming